# 부산보호관찰심사위원회
부산보호관찰심사위원회는 대한민국 법무부 소속의 합의제 행정기관으로 부산보호관찰심사위원회 위원장을 포함한 상임위원은 고위공무원 나급(2~3 상당)에 해당하는 별정직공무원 또는 4급상당 별정직공무원으로 보한다. 부산광역시 강서구 대저로89번길 11에 위치하고 있다.

## 설립 근거
- 「보호관찰등에관한법률」(2005.12.29 법률 제7796호)

## 관할 구역
- 부산광역시
- 경상남도

## 주요 업무
- 가석방과 그 취소에 관한 사항
- 임시퇴원, 임시퇴원의 취소 및 「보호소년 등의 처우에 관한 법률」 제43조제3항에 따른 보호소년의 퇴원에 관한 사항
- 보호관찰의 임시해제와 그 취소에 관한 사항
- 보호관찰의 정지와 그 취소에 관한 사항
- 가석방 중인 사람의 부정기형의 종료에 관한 사항
- 이 법 또는 다른 법령에서 심사위원회의 관장 사무로 규정된 사항
- 위의 사항과 관련된 사항으로서 위원장이 회의에 부치는 사항

## 구성
- 심사위원회는 위원장을 포함하여 5명 이상 9명 이하의 위원으로 구성한다.
- 심사위원회의 위원장은 고등검찰청 검사장 또는 고등검찰청 소속 검사 중에서 법무부장관이 임명한다.
- 심사위원회의 위원은 판사, 검사, 변호사, 보호관찰소장, 지방교정청장, 교도소장, 소년원장 및 보호관찰에 관한 지식과 경험이 풍부한 사람 중에서 법무부장관이 임명하거나 위촉한다.
- 심사위원회의 위원 중 3명 이내의 상임위원을 둔다.
- 위원의 임기는 2년으로 하되, 연임할 수 있다. 다만, 공무원인 비상임위원의 임기는 그 직위에 있는 기간으로 한다.

## 같이 보기
- 서울보호관찰심사위원회
- 광주보호관찰심사위원회
- 대전보호관찰심사위원회
- 대구보호관찰심사위원회